# تشورتون باي ألدفورد (تشيشير)
تشورتون باي الدفرد (بالإنجليزية: Churton by Aldford)‏ هي قرية وأبرشية مدنية تقع في المملكة المتحدة في إنجلترا. يقدر عدد سكانها بـ 136 نسمة .